# Calle de Juan Bravo (Segovia)
La calle de Juan Bravo es una vía urbana de la ciudad española de Segovia.

## Descripción
Tiene su entrada por la plazuela del Corpus y salida a la calle de Cervantes. Antaño se denominaba solo «calle Real», pero más adelante tomó el nombre del comunero Juan Bravo. Ha llegado a ser considerada la calle más importante de Segovia. A comienzos del siglo XX, Mariano Sáez y Romero contaba de ella lo siguiente:

En el sitio donde hoy es la casa número 7, estuvo antiguamente el Hospital llamado de Arenzana, después una imprenta, y aquí y en toda la calle, tiendas más o menos espaciosas, y en este primer trozo, existe ahora el más lujoso comercio de Segovia, así como también el servicio de Telégrafos y Teléfonos, el Círculo Mercantil, la célebre Sociedad Económica, la Cámara de Comercio, el Casino de la Unión, conservándose en esta casa, en una habitación de la planta baja, un arco mudéjar, precioso ejemplar de aquella arquitectura.
(Sáez y Romero, 1918, pp. 97-101)

En ella se encuentran la iglesia de San Martín, la Cárcel Real y la Casa de los Picos, entre otros inmuebles.